# Brachineura campanulata
Brachineura campanulata är en tvåvingeart som först beskrevs av Mani 1954.  Brachineura campanulata ingår i släktet Brachineura och familjen gallmyggor. Inga underarter finns listade i Catalogue of Life.